# Keiti Vilms
Keiti Vilms, znana również jako Säutsupääsuke (ur. 16 lutego 1983 w Elva) – estońska poetka i popularyzatorka języka ojczystego. Od 5 września 2017 roku prowadzi własną audycję "Sõnasäuts" w stacji radiowej Vikerraadio. Jest członkinią Towarzystwa Johannesa Aavika. 28 czerwca 2019 poślubiła dziennikarza Janara Alę. Ze związku mają córkę i syna. Bratem pradziadka poetki był polityk Jüri Vilms.

## Nagrody i wyróżnienia
- Aasta keeletegu(inne języki) (marzec 2017)[2]